# داني كوياتي
داني كوياتي (بالفرنسية: Dani Kouyaté)‏ هو كولو دانيال سانو (مواليد 4 يونيو 1961 في بوبوديولاسو) هو مخرج أفلام وقصاص بوركينابي.

## أعماله
- 1989 : بلاكورو (فيلم قصير بالتعاون مع عيسى تراوري)
- 1991 : توبار كو سام (فيلم قصير)
- 1992 : دموع التمساح المقدسة (فيلم قصير)
- 1995 : Keïta ! L'Héritage du griot (فيلم روائي طويل)
- 1998 : لنا الحياة (مسلسل تلفزيوني)
- 2001 : سيا حلم الثعبان (فيلم طويل)
- 2003 : ملحمة أواغا (فيلم طويل)
- 2004 : هويات جوزيف كي زيربو (وثائقي)
- 2008 : ذكريات عاملة نظافة مرهقة (فيلم وثائقي)
- 2013 : النساء، كليا نساء[2]
- 2013 : شموس (فيلم طويل بالتعاون مع أوليفيي ديلايي)
- 2016 : بينما نعيش - Medan vi lever (فيلم طويل)